# Daniel Barna
Daniel Ionuț Barna (Piatra Neamț, 22 settembre 1986) è un ex calciatore rumeno, di ruolo difensore.

## Caratteristiche tecniche
È un terzino sinistro.